# Johann Wilhelm von Olmüssen
Johann Wilhelm von Olmüssen, genannt Mülstroe (* im 17. Jahrhundert in Aachen; † 6. April 1693 ebenda) war Schöffe und Bürgermeister der Reichsstadt Aachen.

## Leben und Wirken
Von Olmüssen war der Sohn des Johann, Herr auf dem Gut Neuenhof, gelegen im Amt Schönforst zwischen Aachen-Forst und Brand, zu dem noch die Gehöfte Gut Weide, der Haarhof und die Harner Mühle gehörten. Über die Herkunft der Familie und des Namens ist nicht viel bekannt, wobei der Namenszusatz Mülstroe (Mühlenstroh) ein im Raum Prummern geläufiger Name ist. So hat im Jahr 1465 ein gewisser Ludwig von Olmüssen, genannt Mülstroe, den Neuenhof von den Herren von Kinzweiler übernommen und wurde damit Bürger im Aachener Reich.
Johann von Olmüssen trat 1648 in die Sternzunft ein, den Zusammenschluss der Aachener Schöffen, und wurde ein Jahr später erstmals als Schöffe anlässlich seiner Belehnung mit dem väterlichen Gut Neuenhof urkundlich erwähnt. Es sollten jedoch noch mehr als zwanzig Jahre vergehen, bis er 1670 vom Rat der Stadt Aachen zum Schöffenbürgermeister gewählt wurde, zusammen mit Gerlach Maw als Bürger-Bürgermeister aus den Reihen der Zünfte. Seine Wahl stieß jedoch auf den Protest der Sternzunft, die zuvor dem Rat andere Kandidaten vorgeschlagen hatte, die allerdings nicht in der Stadt geboren oder aufgewachsen waren. Gemäß einem Vergleich aus dem Jahre 1611 waren die Schöffen zwar verpflichtet worden, nur alteingesessene Aachener Bürger aufzunehmen, konnten jedoch für die Wahl in die öffentlichen Ämter auch neu hinzugezogene Bürger vorschlagen. Im Jahr 1670 beharrte jedoch der Rat darauf, nur „Alt-Aachener“ zur Wahl zuzulassen, und wies somit die Beschwerde der Sternzunft ab. Von Olmüssen, der in der Zwischenzeit bereits vereidigt worden war, leistete in der Folge sein Amtsjahr bis zum Mai 1671 ordnungsgemäß ab. Da jedoch der Streit weiterhin andauerte und bis an den Hof des Kaisers getragen worden war, wurde anschließend bis 1674 kein neuer Schöffenbürgermeister gewählt und die Stadt lediglich durch den Bürger-Bürgermeister vertreten. Schließlich setzte der Kaiser per Erlass die örtliche Herkunft wieder durch und es kam somit für die Amtsperiode 1673/74 erneut zu einer Schöffenbürgermeisterwahl, die jedoch wegen der langwierigen Verhandlungen erst am 9. März 1674 stattfinden konnte und demnach nur bis zur turnusmäßigen Neuwahl im Mai des Jahres zählte. Zum Schöffenbürgermeister gewählt wurde wiederum Johann Wilhelm von Olmüssen, der auch in den Jahren 1675/76, 1677/78, 1679/80, 1681/82, 1883/84, 1685/86, 1687/88 und 1689/90, jeweils mit Johannes Chorus als Bürger-Bürgermeister wiedergewählt wurde. Diese Aneinanderreihung von Amtsperioden beider Bürgermeister in einem Zeitraum von 16 Jahren, die auch von anderen „Paaren“ betrieben wurde, führte zu großem Unmut in den Reihen der Zünfte und bei den Bürgern, wodurch unter anderem die Aachener Mäkelei ausgelöst und befeuert wurde.
Höhepunkt der Amtsjahre des Bürgermeisters von Olmüssen war im Jahr 1690 die Reise nach Augsburg zur Krönung von Joseph I. zum römisch-deutschen König, dem er als Delegationsleiter die Reichskleinodien überbrachte. Ein Jahr später trat er als abgestandener (vormaliger) Bürgermeister in die Sakramentsbruderschaft von St. Foillan ein.
Von Olmüssen war verheiratet mit Anna Gertrud Pastor, (* 1621) Tochter des Juristen und Schöffen Georg Pastor, die ihm elf Kinder gebar, von denen sieben vor dem Vater verstarben. Dessen Gut Neuenhof erbte zunächst seine Tochter Apollonia, deren Ehemann Johann Wilhelm von Mülstroh damit 1706 von der Mannkammer des Münsterstiftes belehnt wurde. Darüber hinaus besaß Olmüssen noch Eigentumsrechte an der Gaßmühle bei Lemiers, die ebenfalls seine Tochter Apollonia erbte. Nach dem Stadtbrand von Aachen erwarb er die durch den Brand zerstörte Ruine des Hauses zum Schwarzen Löwen in der Kleinkölnstraße, den er unter dem Namen „Hof von Holland“ wieder aufbauen ließ und den seine Kinder 1693 an den Mediziner Phillip Oliva verkauften und der später als der Londoner Hof stadtgeschichtlich bekannt wurde.